# جزایر کامبرلند

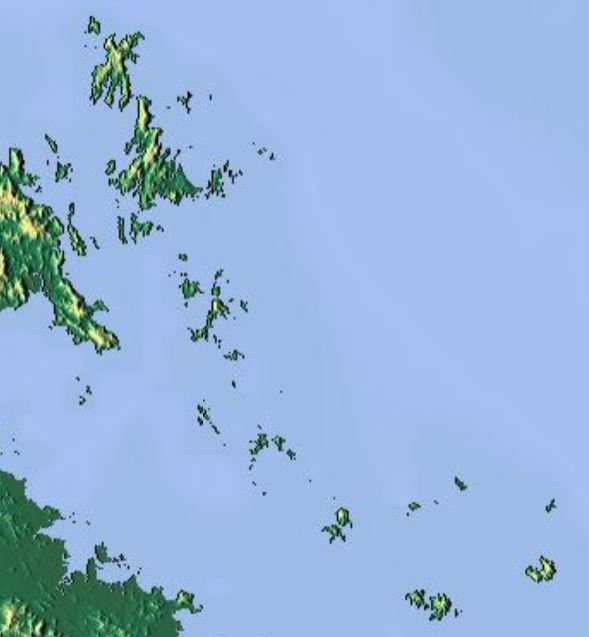
جزایر کامبرلند در استرالیا است،درامریکا هم ایالتی به نام کامبرلند در نیوجرسی است

جزایر کامبرلند (انگلیسی: Cumberland Islands) به ۷۰ جزیره گفته می‌شود که در منطقه دیواره بزرگ مرجانی در شرق ایالت کوئینزلند در استرالیا قرار دارند.